# چارلز بی. هندرسون
چارلز بی. هندرسون (به انگلیسی: Charles Belknap Henderson) سناتور سابق عضو حزب دموکرات ایالات متحده آمریکا بود. وی در سال ۱۹۱۸ تا ۱۹۲۱ میلادی سناتور ایالت نوادا در سنای ایالات متحده آمریکا بود.